# Коцебу (залив)
Коцебу (на английски: Kotzebue Sound) е залив в югоизточната част на Чукотско море, край северозападния бряг на щата Аляска. Вдава се на югоизток в сушата на 160 km. Ширината на входа между носовете Крузенщерн на север и Еспанберг на юг е 54 km, а във вътрешната част – до 130 km. Дълбочината му е от 13 до 25 m. Заливът Коцебу е разположен покрай северния бряг на големия полуостров Сюърд. На изток дългият (72 km) полуостров Болдуин го отделя от по-малкия и по-плитък залив Хотъм. Югозападната му част носи името залив Ешолц, във входа на който е разположен малкият остров Шамисо. Бреговете на залива са предимно ниски, равнинни, заблатени. От югоизток в залива Ешолц се влива река Букланд. През по-голямата част от годината е покрит с ледове. Приливите са неправилни, полуденонощни, с височина около 0,5 m. По бреговете му са разположени две малки селища: Коцебу (на „върха“ на полуостров Болдуин) и Диринг (на южния му бряг). Заливът Коцебу е открит и първично изследван от видния руски мореплавател Ото Коцебу през август 1816 г. и и по-късно е наименуван в негова чест.